# Augusta (Kentucky)
Augusta é uma cidade localizada no estado americano de Kentucky, no Condado de Bracken.

## Demografia
Segundo o censo americano de 2000, a sua população era de 1204 habitantes. 
Em 2006, foi estimada uma população de 1250, um aumento de 46 (3.8%).

## Geografia
De acordo com o United States Census Bureau tem uma área de 
4,2 km², dos quais 3,1 km² cobertos por terra e 1,1 km² cobertos por água.

## Localidades na vizinhança
O diagrama seguinte representa as localidades num raio de 12 km ao redor de Augusta. 